# 天国からの奇跡
『天国からの奇跡』（原題:Miracles from Heaven）は2016年にアメリカ合衆国で公開されたドラマ映画である。監督はパトリシア・リゲン、主演はジェニファー・ガーナーが務めた。本作は2015年に出版されたクリスティ・ビームの同名自叙伝を原作としている。
本作はいのちのことば社や東京テアトル、ソニー・ピクチャーズエンタテインメントなどが主催する「クリスチャン映画3作品連続公開」というイベントの一環として日本で公開される。

## 概要
2011年、テキサス州ブールソン。そこに暮らす10歳の少女、アンナは偽性腸閉塞を患っていた。ある日、アンナは庭の木から落ち臨死体験をする。驚くべきことに、アンナは擦り傷程度の怪我で済んだのだった。さらに、ボストンの病院で診察を受けた結果、アンナの消化器障害が完治していることが判明する。果たしてこれは神の奇跡なのだろうか。

## キャスト
- ジェニファー・ガーナー - クリスティ・ビーム、アンナの母親
- マーティン・ヘンダーソン - ケヴィン・ビーム、クリスティの夫
- カイリー・ロジャーズ - アンナ・ビーム
- ジョン・キャロル・リンチ - スコット牧師
- エウヘニオ・デルベス - ナルコ医師、アンナの主治医
- クイーン・ラティファ - アンジェラ、病院で働くウェイトレス
- ブライトン・シャービノ - アビー・ビーム、クリスティの娘
- ザック・セイル - ブリス医師

## 製作
2014年11月10日、ソニー・ピクチャーズ エンタテインメントがクリスティ・ビームの自叙伝の映画化権を購入したと報じられた。『天国は、ほんとうにある』でプロデューサーを務めたT・D・ジェイクスとジョー・ロスがデヴォン・フランクリンと共に映画化に当たることになった。
2015年4月8日、製作陣は本作の監督にパトリシア・リゲンを起用したとの報道があった。同月30日、ジェニファー・ガーナーがクリスティ・ビームを演じることが決まった。6月22日、マーティン・ヘンダーソンとクイーン・ラティファが本作に出演すると報じられた。
6月29日、カイリー・ロジャーズがアンナ役に起用された
。7月17日、エウヘニオ・デルベスとジョン・キャロル・リンチが本作に出演すると報じられた。
2015年7月、本作の主要撮影がジョージア州アトランタで始まった。

## 公開
2015年5月11日、コロンビア映画は本作の北米公開日を2016年3月18日に設定した。しかし、2016年1月10日、公開日が3月16日に変更された。

## 興行収入
2016年3月16日、本作は全米3047館で公開され、公開初週末に1481万ドルを稼ぎ出し、週末興行収入ランキング初登場3位となった。

## 評価
本作は賛否両論となっている。映画批評集積サイトのRotten Tomatoesには58件のレビューがあり、批評家支持率は52%、平均点は10点満点で5.3点となっている。サイト側による批評家の意見の要約は「『天国からの奇跡』はジェニファー・ガーナーの素晴らしい演技力を最大限に活用しているが、宗教臭さを隠しきれていない。」となっている。また、Metacriticには20件のレビューがあり、加重平均値は44/100となっている。なお、本作のCinemaScoreはA+となっている。